# Исмет Рамадани
Исмет Рамадани (на албански: Ismet Ramadani; на македонска литературна норма: Исмет Рамадани) е политик от Северна Македония.

## Биография
Роден е през 1954 г. в скопското село Арачиново. Завършва химия в Скопския университет. По-късно е професор по химия. Между 1985 и 1989 г. е директор на скопската гимназия „Зеф Люш Марку“. В периода 1990-1998 г. е депутат в Събранието на Република Македония от Партията за демократичен просперитет.